# 克尔伯
克尔伯是德国黑森州的一个市镇。总面积26.66平方公里，总人口6944人，其中男性3528人，女性3416人（2011年12月31日），人口密度260人/平方公里。